# 忙忽惕
忙忽惕（羅馬化：Mangγud，羅馬化：Mankqūt，见《史集》），是12世纪的一个蒙古部族名称。《元朝秘史》作忙忽惕，也作忙古惕部、曼吉特部。

## 历史
关于忙古惕的起源有两种传说：《元朝秘史》记载，孛端察儿的曾孙中有纳臣把阿秃儿，其两子兀魯兀歹、忙兀台分别形成忙忽惕氏和兀魯兀惕氏。《史集》则称，纳臣之后四代，屯必乃的儿子札黑速（jaqsū）的三个儿子分化出那牙勤氏、忙忽惕氏、兀魯兀惕氏。无论哪种说法，忙忽惕部均为孛端察儿后裔，属孛儿只斤氏分支，且与兀魯兀惕部关系密切。12世纪末成吉思汗崛起时，忙忽惕-兀魯兀惕集团是蒙古部内仅次于乞颜氏、泰赤乌氏、巴阿邻氏的强大氏族。
12世纪末，蒙古部内以铁木真（成吉思汗）为首的乞颜氏与泰赤乌氏两大势力抗争激化，此时忙忽惕部有纳臣把阿秃儿六世孙畏翼和畏答儿兄弟：多数忙古惕人随畏翼支持泰赤乌氏；少数人在畏答儿率领下归附乞颜氏。畏答儿率领的忙忽惕兵与同期归附的主儿扯歹率领的兀魯兀惕兵，约占成吉思汗初期兵力的半数，是其核心力量。札木合在合剌合剌只惕之战中评价忙忽惕与兀魯兀惕部：“他那里有称为有兀魯兀惕、忙忽惕的部众，是他的能厮杀的部众。他们善于转换阵势、有次序地回旋冲杀，自幼熟练刀枪，他们的旗帜有黑旗、花旗，那些人是应当提防的。”
此外，有忙忽惕人因支持乞颜氏被杀，遗孤由母家（巴儿忽惕部）抚养，取名者台，后归降成吉思汗。蒙古帝国时期的忙古惕集团即以畏答儿、者台家族为核心发展。畏答儿之子木哥漢札归属木华黎麾下，与弘吉剌部的按陳·古列坚、亦乞列思部的孛秃·古列坚、兀魯兀惕部的怯台等并称“左手五投下”，在忽必烈对阿里不哥作战中为主力，于元朝备受优待。
在西方，14世纪末忙忽惕部的也迪古在金帐汗国崛起，建立诺盖汗国。后布哈拉汗国的忙忽惕（曼吉特）后裔夺权，史称“曼吉特王朝”或“布哈拉酋長國”。

## 忙忽惕氏畏答儿家族
- 畏翼（Güyük）…畏答儿之兄
- 畏答儿・薛禅（Quyildar，قویردار/Qūīrdār）
  - 郡王忙哥·漢札（Möngke Qalǰa，مونککا قلجا/Mūnkkā Qaljā）
    - 木鲁忽儿·合勒札（Mulqar Qalǰa，مولقار قلجا/Mūlqār Qaljā）
      - 郡王只里瓦䚟（J̌ilwadai）
        - 郡王忽都忽（Qutoqu）
        - 郡王宇乃（Udai）
        - 郡王忽里哈赤（Quliqači）

      - 郡王乞荅䚟（Qitadai ＞乞荅䚟/qǐdádǎi）

  - 蘸木曷（J̌amuqa）
    - 瑣魯火都（Sulqadu）
      - 郡王博羅歡（Boloqan）
        - 郡王野先帖木儿（Esen temür）
          - 郡王尼摩星吉（Nima sengi）